# Zabid
Zabid (ook wel Zebid) is een oude plaats in het westen van Jemen en heeft ongeveer 8000 inwoners. Zabid is vernoemd naar een gelijknamige wadi ten zuiden van de stad. Het is een van de oudste steden in Jemen.
De stad was de hoofdstad van de Ziyadid-dynasty van 819 tot 1018 en van de Najahid-dynasty van 1022 tot 1158. Het was de hoofdstad van Jemen van de 13e tot de 15e eeuw. In de stad was toen de beroemde universiteit van Zabid en het was een belangrijk centrum van islamitische wetenschappen. Zabid had destijds ook een slavenmarkt.

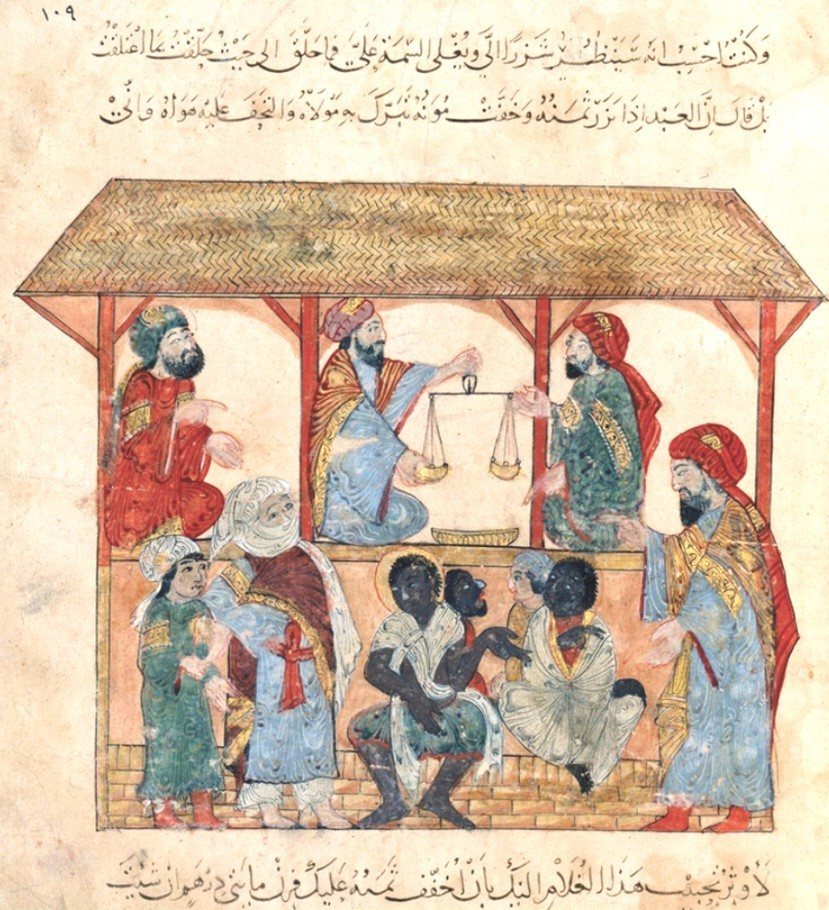
13e-eeuwse afbeelding van de slavenmarkt

In 1993 werd de stad door UNESCO tot werelderfgoed verklaard en in 2000 werd het op de 'rode lijst' geplaatst.